# Chalcosyrphus
Genre
Chalcosyrphus est un genre de diptères de la famille des Syrphidae, de la sous-famille des Eristalinae et de la tribu des Xylotini.

## Taxinomie
Sous-genres:
- Chalcosyrphus Curran, 1925
- Cheiroxylota
- Dimorphoxylota
- Hardimyia Ferguson, 1926
- Neplas
- Neploneura Hippa, 1978
- Syrittoxylota
- Xylotina Hippa, 1978
- Xylotodes Shannon, 1926
- Xylotomima Shannon, 1926

Espèce non-classée:
- Chalcosyrphus eunotus (Loew, 1873)